# Anestezie locală
Anestezia locală reprezintă orice tehnică de inducere a absenței simțurilor într-o anumită parte a corpului, în general cu scopul de a produce analgezie locală, adică insensibilitate locală la durere, deși pot fi afectate și alte simțuri din acea zonă. Aceasta permite pacienților să se supună la proceduri chirurgicale și dentare fără a experimenta durere și suferință. În multe situații, cum ar fi cezariana, anestezia locală este mai sigură și, prin urmare, superioară anesteziei generale.
Următorii termeni sunt adesea folosiți interschimbabil:
- Anestezia locală, în sens strict, este anestezia unei părți mici a corpului, cum ar fi un dinte sau o zonă de piele.
- Anestezia regională are ca scop anestezierea unei părți mai mari a corpului, cum ar fi un picior sau un braț.
- Anestezia de conducere cuprinde o mare varietate de tehnici de anestezie locală și regională.

## Medical
Un anestezic local este un medicament care provoacă anestezie locală reversibilă și o pierdere a nocicepției. Când este utilizat pe căi nervoase specifice (bloc nervos), se pot obține efecte precum analgezia (pierderea senzației de durere) și paralizia (pierderea puterii musculare). Anestezicele locale clinice aparțin uneia dintre două clase: anestezice locale aminoamide și aminoesteri. Anestezicele locale sintetice sunt înrudite structural cu cocaina. Ele diferă de cocaină în principal prin faptul că nu au potențial de abuz și nu acționează asupra sistemului simpatoadrenergic, adică nu produc hipertensiune arterială sau vasoconstricție locală, cu excepția ropivacainei și mepivacainei, care produc vasoconstricție ușoară. Spre deosebire de alte forme de anestezie, cea locală poate fi folosită pentru o procedură minoră în cabinetul unui chirurg, deoarece nu pune pacientul într-o stare de inconștiență. Cu toate acestea, medicul trebuie să aibă la dispoziție un mediu steril înainte de a efectua o procedură în cabinetul său.
Anestezicele locale variază în ceea ce privește proprietățile lor farmacologice și sunt utilizate în diferite tehnici de anestezie locală, cum ar fi:
- Anestezie topică (la suprafață) - similar cu amorțeala dată de gelurile topice folosite înainte de o injecție cu lidocaină.
- Infiltrație
- Bloc de plex nervos

Efectele adverse depind de metoda de anestezie locală și de locul de administrare discutate în articolul anestezic local, dar în general, efectele adverse pot fi:
1. anestezie prelungită localizată sau parestezie cauzată de o infecție, un hematom, presiune excesivă de lichid într-o cavitate închisă, sau secționarea nervilor și a țesutului de susținere în timpul injectării.[3]
2. reacții sistemice, cum ar fi deprimarea SNC, reacții alergice, sincopă vasovagală sau cianoză, cauzate de toxicitatea anestezicului local.
3. lipsa efectului anestezic din cauza unei acumulări de puroi infecțios, precum un abces.

## Tehnici de anestezie locală non-medicală
Tehnici de gestionare locală a durerii care utilizează alte tehnici decât medicamentele analgezice cuprind:
- Stimularea nervoasă electrică transcutanată, care s-a dovedit a fi ineficientă pentru durerile de spate; cu toate acestea, ar putea fi de ajutor în neuropatia diabetică.[4]
- Radiofrecvența pulsată, neuromodularea, introducerea directă a medicamentelor și ablația nervilor pot fi utilizate pentru a viza fie structurile tisulare și organele/sistemele responsabile de nocicepția persistentă, fie nociceptorii din structurile implicate ca sursă a durerii cronice.[5][6][7][8][9]